# Uppdraget (1977)
Uppdraget är en svensk thrillerfilm från 1977 i regi av Mats Arehn och produktion, klippning samt till viss del skriven av Ingemar Ejve. Filmen är baserad på romanen Uppdraget av Per Wahlöö 1963. Alla talar engelska och filmen spelades in i Portugal.

## Handling
Erik Dalgren (Thomas Hellberg) är en svensk diplomat som reser till ett latinamerikanskt land i inbördeskrig för att medla mellan två extremistgrupper. Hans uppdrag är att inte lägga sig i utan verka som en lugnande kraft - men snart befinner sig Dalgren mitt i hetluften och har skaffat sig mäktiga fiender. Captain Behounek (Christopher Plummer) är en korrumperad polis.

## Rollista
| Christopher Plummer | – Captain Behounek |
| Thomas Hellberg     | – Erik Dalgren     |
| Carolyn Seymour     | – Danica Rodriguez |
| Fernando Rey        | – Roberto Bidara   |
| Per Oscarsson       | – Sixto            |
| Sten Johan Hedman   | – Lopez            |
| Walter Gotell       | – Frankenheimer    |
| Lauritz Falk        | – De Mare          |
| Palle Granditsky    | – Hammar           |
| Rosette Graboi      | – Francisca        |
| Gabor Vernon        | – General Gami     |
| Johan Clason        | – Fernandez        |